# Vit vålnad

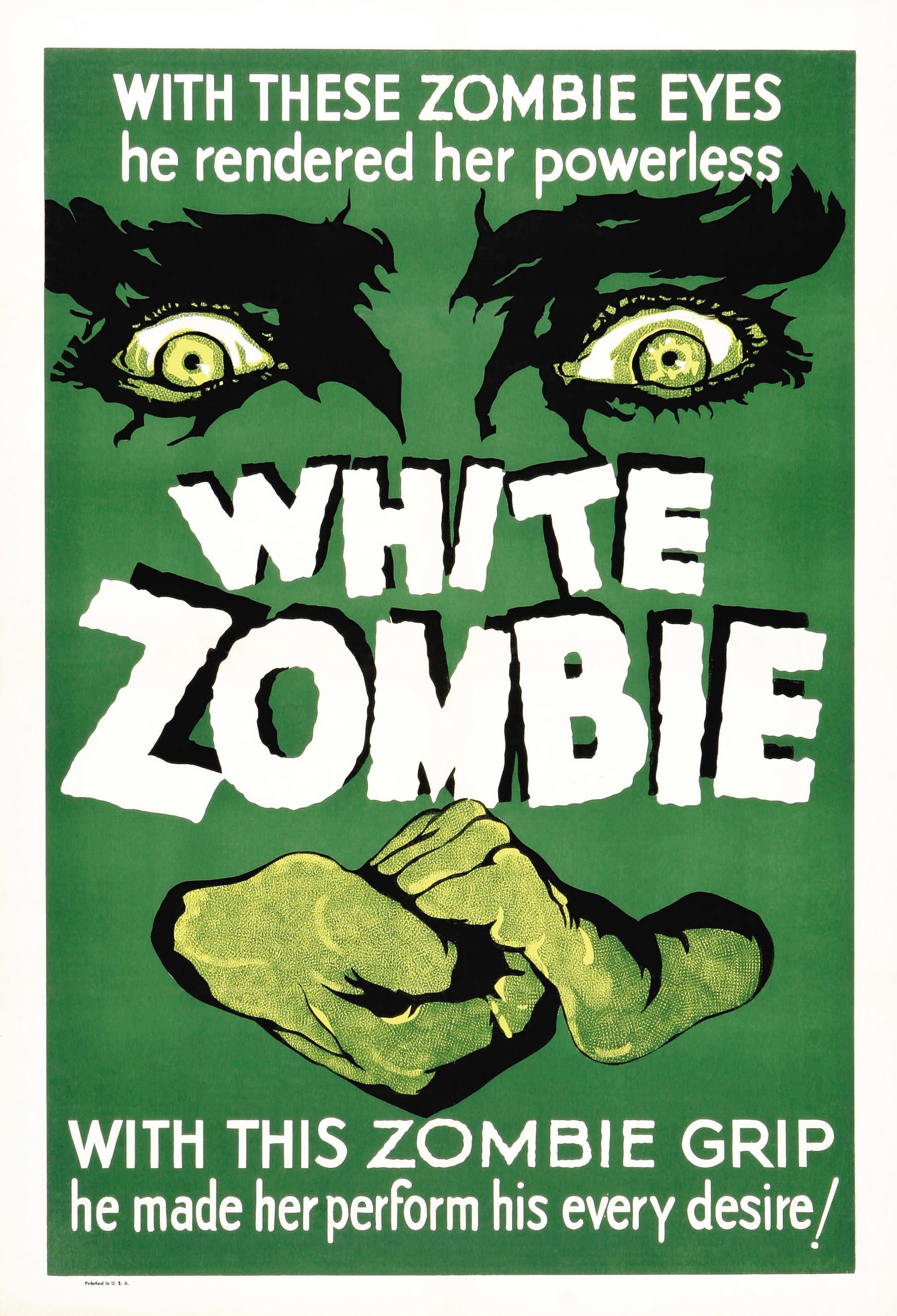
Filmaffisch.

Vit vålnad (originaltitel: White Zombie) är en amerikansk skräckfilm från 1932 i regi av Victor Halperin, med Bela Lugosi, Robert Frazer, Madge Bellamy, Joseph Cawthorn, John Harron i rollerna. Den anses av många vara den första zombiefilmen.

## Handling
Charles är kär i vackra Madeleine som dock är på väg att gifta sig med Neil. Han söker upp voodoomästaren Murder Legendre för att på något sätt stoppa giftermålet. Legendre ger Madeleine en dryck så att hon drabbas av en förbannelse – hon blir en zombie. Charles inser att något är fel men när han försöker stoppa Legendre drabbas han själv och blir också en själlös slav. Legendre vill nämligen ha den vackra kvinnan för sig själv…

## Eftermäle
- Rockbandet White Zombie, bildat av bland andra Rob Zombie, döptes efter just denna film.[källa behövs]